# Richmond WCT 1978
Il Richmond WCT 1978 è stato un torneo di tennis giocato sul sintetico indoor. È stata l'11ª edizione del torneo che fa parte del Colgate-Palmolive Grand Prix 1978. Si è giocato a Richmond negli Stati Uniti dal 30 gennaio al 5 febbraio 1978.

## Campioni

### Singolare maschile
Vitas Gerulaitis ha battuto in finale  John Newcombe con il punteggio di 6–3, 6–4

### Doppio maschile
Bob Hewitt /  Frew McMillan hanno battuto in finale  Vitas Gerulaitis /  Sandy Mayer con il punteggio di 6–3, 7–5